# Eisenacher Bund
Der Eisenacher Bund war eine 1905 gegründete Organisation, die zwischen den evangelischen Landeskirchen in Deutschland, der wissenschaftlichen Theologie und der Gemeinschaftsbewegung vermitteln wollte.

## Geschichte
Der Eisenacher Bund geht auf die Initiative des evangelischen Missionstheologen Johannes Lepsius zurück, der sich selbst als Anhänger der Gemeinschaftsbewegung sah, aber wegen seiner Kritik an der Wiedergeburtslehre und seinem Eintreten für die historisch-kritische Methode angefeindet wurde. So lud er gemeinsam mit Samuel Keller und Theodor Jellinghaus zu einer Konferenz ein, um „eine Verständigung zwischen der Gemeinschaftsbewegung und den ihr nahestehenden Kreisen der kirchlichen Orthodoxie“ herbeizuführen. Zahlreiche Persönlichkeiten wie Friedrich von Bodelschwingh der Ältere, aber auch Vertreter der Universitätstheologie wie Adolf Schlatter, Hermann Cremer, Martin Kähler, Karl Heim und Wilhelm Lütgert, unterstützten den Aufruf und nahmen an der Konferenz vom 26. bis 28. Mai 1902 teil. In den beiden folgenden Jahren fanden ebenfalls in Eisenach Fortsetzungskonferenzen statt, und 1904 wurde der Eisenacher Verband für kirchliche Evangelisation und für Pflege kirchlicher Gemeinschaft und evangelischen Lebens gegründet.
Ab 1905 nannte der Verband sich Eisenacher Bund und etablierte sich als eine Arbeitsgemeinschaft, die sich gegen „die Bestrebungen der modernen Theologie, gegen den Sektengeist der Evangelischen Allianz und gegen radikale Strömungen in der Gemeinschaftsbewegung“ wandte. Der Bund hielt (unterbrochen 1917–1920) bis 1945 jährliche Tagungen ab, konnte aber an den anfänglichen Erfolg mit 398 Teilnehmern auf der ersten Konferenz 1902 nicht mehr anknüpfen. Die der Blankenburger Allianzkonferenz nahestehenden Kreise und zunehmend auch der Gnadauer Verband hielten sich von ihm zunehmend fern, so dass er nicht in engerem Sinn zur Gemeinschaftsbewegung gerechnet werden kann. Ob er deshalb einen wesentlichen Einfluss auf die Gemeinschaftsbewegung hatte, ist kaum anzunehmen.